# Албърт Парсънс
Албърт Ричард Парсънс (на английски: Albert Richard Parsons) (24 юни 1848 г. в Монтгомъри, Алабама – † 11 ноември 1887 г. в Чикаго, Илинойс, САЩ) е редактор на анархисткия седмичник „Тревога“ и говорител на американското работническо движение в Чикаго.

## Родители
Албърт Парсънс е роден на 24 юни 1848 г. в Монтгомъри, Алабама, едно от десет деца. Баща му, Самуел Парсънс, е бил производител на кожи и обувки, първоначално от Мейн. Той е образован и участва, наред с други неща, в антиалкохолното движение. Майката на Алберт е много религиозна.

## В Тексас
Когато Алберт още не е на две години, майка му почива, а няколко години по-късно и баща му. Така той се премества при най-големия си брат в Тексас, където живее във фермата си. През 1859 г. Алберт се премества да живее при сестра си в Уейко, където може да посещава училище. Малко по-късно той започва да чиракува в „Дейли нюз“ в Галвестън, където работи като наборчик, а също и като разносвач на вестници. През 1861 г., въпреки че е само на тринадесет, той се присъединява към доброволческа асоциация на южните щати в началото на Гражданската война. По-късно продължава работата си като наборчик. През 1868 г. Парсънс започва да издава седмичника The Spectator в Уейко, насърчавайки приемането на капитулацията на Конфедерацията и правата на бившите роби. Това му носи много враждебност, поради което той се отказва от вестника и през 1869 г. се мести в „Дейли Телеграф“ в Хюстън. Парсънс пътува до Северозападен Тексас за „Дейли Телеграф“, където среща бъдещата си съпруга Луси Елдин Парсънс. Дваматасе женят в Остин през есента на 1872 г. В годините 1870 до 1873 г. Парсънс работи за Службата за вътрешни приходи на Съединените щати.

## Социалистически период (1874 – 1879)
В Чикаго Парсънс получава работа като наборчик в печатницата на вестник „Чикаго таймс“. През 1875 г. той се присъединява към Социалдемократическата партия на САЩ (SDP) и присъства на 2-рия конгрес на SDP, проведен във Филаделфия от 4 до 6 юли 1875 г.
Като наблюдател той присъства на заключителната конвенция на Националния профсъюз (NLU), проведена в Питсбърг през април 1876 г. На тази конвенция NLU се разделя; радикалното крило основава Лейбъристката партия на САЩ, която скоро се слива със Социалдемократическата партия, към която принадлежи Парсънс. По-късно тази организация се преименува на Социалистическата работническа партия на Америка (декември 1877 г.). На Втората национална конвенция на партията в Алегени, Пенсилвания, Парсънс е избран за един от двамата делегати от Чикаго.
На 4 юли 1876 г. той влиза в синдиката „Ордена на рицарите на труда“ и остава такъв до смъртта си. Бил е редактор на англоезичния вестник „Социалист“.
През есента на 1876 г. той става член на градския съвет на Чикаго от Работническата партия, като получава изборен резултат една шеста от гласовете.
През пролетта на 1877 г. Лейбъристката партия представи списък с кандидати в окръг Кук, който включва Чикаго. Организацията вкарва трима от своите членове в законодателния орган на щата Илинойс и един в сената на щата Илинойс. На тези избори Парсънс се кандидатира за секретар на окръг Кук и получава почти 8000 гласа, но не е избран. През живота си Парсънс се кандидатира три пъти за общински съветник на Чикаго, два пъти за секретар на съвета на окръг Кук и веднъж за Конгреса.
Парсънс е един от водещите социалистически оратори в Чикаго през 1870 г. През 1877 г. се състои Голямата стачка на железниците. На 21 юли, около седмица след началото на стачката, Парсънс е поканен да говори пред огромна тълпа от около 30 000 работници, събрали се на митинг на чикагската Market Street. Парсънс изнася реч пред събралите се от името на Работническата партия, за което на следващия ден е уволнен от „Таймс“.
След като е уволнен, Парсънс се насочва към офисите на водещия немскоезичен социалистически вестник „Чикаго арбайтерцайтунг“. Там той е задържан и ескортиран до кметството на Чикаго, където началникът на полицията и около 30 „изтъкнати граждани“ на града работят два часа върху Парсънс за това, че „дошъл тук от Тексас, за да подтикне трудещите се към бунт“. Парсънс отхвърля тези обвинения, като отбелязва, че е призовал работниците да не стачкуват, а да отидат до урните, за да изберат свои представители в правителството.
Стачката от 1877 г. е жестоко потушена от полицията и националната гвардия.

## Анархистически период (1880 – 1887)
В началото на десетилетието Парсънс се оттегля от публичната политика.  През този период той насочва усилията си към борбата за установяване на 8-часов работен ден. През януари 1880 г. „Осемчасовата“ лига на Чикаго изпрати Парсънс на национална конференция във Вашингтон, окръг Колумбия, която стартира национално работническо движение за установяване и налагане на 8-часовия работен ден.
През 1881 г., когато членството в Социалистическата работническа партия е драстично намалено, се сформира нова организация, „Международни революционни социалисти“. Парсънс е делегат на учредителния конгрес.  Две години по-късно той също е делегат на конгреса в Питсбърг, който основава анархистката „Международна асоциация на работниците“, организация, в която той е член до края на живота си.
През есента на 1884 г. Парсънс започва да издава „Тревога“, седмичен анархистки вестник в Чикаго. Първият брой излиза на 4 октомври 1884 г. в тираж 15 000 екземпляра. Публикацията е листовка от 4 страници на цена от 5 цента. През първите месеци на 1886 г. се състоят масови стачки, които принуждават много индустрии да направят отстъпки. Парсънс призовава към битка за „осемчасова работа срещу десет часа заплащане“. 1 май е обявен за ден на стачката за осемчасов работен ден .
На 1 май 1886 г. Парсънс, със съпругата си Луси и две деца, вървят по Мичиган авеню начело на 80 000-на първомайска демонстрация в подкрепа на осемчасовия работен ден. През следващите няколко дни 340 000 работници се присъединяват към стачката. По време на първомайската стачка Парсънс е поканен в Синсинати, където стачкуват 300 000 работници. Там той участва в масова демонстрация, водена от членове на „Съюза на стрелците“ в Синсинати.

## Процес
След като бомба е хвърлена върху полицията в Хеймаркет на 4 май 1886 г., когато се канят да разтурят събрание на работниците, Парсънс е арестуван заедно със седем други, предимно германски, анархисти и е един от петимата осъдени на смърт. На 11 ноември 1887 г. той е обесен в затвора на окръг Кук заедно с анархистите Джордж Енгел, Август Спайс и Адолф Фишер.

## Осъждане
На 26 юни 1893 г. други трима оцелели затворници от Хеймаркет са помилвани и обявени за невинни от губернатора на Илинойс Джон Питър Алтгелд. През 2004 г. кметът, синдикатите и полицията се споразумяват за мемориал под формата на бронзова статуя, изобразяваща оратор на каруца. Мемориалът на има за цел да символизира както стачката в Хеймаркет, така и свободата на словото.